# Дьяченковская волость
Дьяченковская волость — историческая административно-территориальная единица Богучарского уезда Воронежской губернии с центром в слободе Дьяченкова.
По состоянию на 1880 год состоял из 13 поселений, 9 сельских общин. Население — 15 601 лицо (7894 мужского пола и 7707 — женской), 2447 дворовых хозяйств.
|                       | Площадь, десятин | В том числе пахотной, дес. |
| --------------------- | ---------------- | -------------------------- |
| Сельских общин        | 46289            | 39480                      |
| Частной собственности | 30               | 6                          |
| Другой собственности  | 474              | 474                        |
| В общем               | 46793            | 39960                      |

Поселения волости на 1880 год:
- Дьяченкова — бывшая государственная слобода при реке Левая, 1584 лица, 421 двор, 2 православные церкви, школа, 30 ветряных мельниц.
- Дядин — бывший государственный хутор при реке Левая, 712 человек, 114 дворов.
- Красногоровка — бывшая государственная слобода при реке Дон, 1984 лица, 324 двора, православная церковь, школа, 2 лавки, 21 ветряная мельница.
- Красноженовка — бывшая государственная слобода при реке Левая, 3099 человек, 473 двора, православная церковь, школа, лавка, 39 ветряных мельниц, 3 ярмарки в год.
- Криница (Колодец) — бывшая государственная слобода, 608 человек, 80 дворов, православная церковь, 13 ветряных мельниц.
- Липчанка — бывшая государственная слобода при реке Левая, 1328 человек, 210 дворов, православная церковь, 12 ветряных мельниц.
- Рисованный — бывший государственный хутор, 646 человек, 107 дворов.
- Полтавская — бывшая государственная слобода при реке Левая, 1691 лицо, 255 дворов, православная церковь, школа.
- Терешкова — бывшая государственная слобода при реке Дон, 1911 лиц, 339 дворов, православная церковь, школа, 13 ветряных мельниц.

По данным 1900 году в волости насчитывалось 7 поселений с преимущественно украинским населением, 6 сельских обществ, 72 здания и учреждения, 1604 дворовых хозяйства, население составляло 9285 человек (4656 мужского пола и 4629 — женского).
В 1915 году волостным урядником был Трофим Дорофеевич Сыченко, старшиной — Артем Карпович Гармашев, волостным писарем — Онуфрий Илларионович Богданов.